# Принцесса (фильм, 2014)
Принцесса (ивр. פרינסס‎) — израильский драматический фильм 2014 года режиссёра и сценариста Тали Шалом-Эзер. Тема фильма — взросление девочки-подростка, её отношения с отчимом и сверстником-двойником, приобретающие сексуальный оттенок по мере развития сюжета. Фильм разделил главный приз Иерусалимского международного кинофестиваля 2014 года и завоевал ряд наград на других международных фестивалях, а также был номинирован на три премии «Офир».

## Сюжет
12-летняя Адар живёт в Тель-Авиве с матерью Альмой и её партнёром Михаэлем. Альма, врач, постоянно работает, а в часы, проводимые дома, уделяет не дочери, а партнёру. Девочкой в отсутствие матери занимается Михаэль, бывший учитель, работающий дома как художник-акварелист. Поначалу у Адар складываются с ним хорошие отношения, но по мере того как девочка растёт, его интерес к ней становится более сексуальным. Она чувствует это, и между ней и Михаэлем возникает отчуждение. Выходом для Адар становится общение со встреченным на улице мальчиком Аланом, сыном репатриантов из России, в Израиле оставшимся без родителей. Алан живёт на улице, по-видимому, зарабатывает на жизнь сексуальными услугами и внешне очень похож на саму Адар, что у критиков вызвало рассуждения на тему того, существует ли он в реальности или появился только в фантазиях одинокой девочки.
Альма и Михаэль соглашаются на просьбу Адар разрешить Алану жить у них дома, и они с Адар растут вместе; их отношения формируются как смесь дружбы брата и сестры и зарождающегося подросткового влечения. Однако Михаэль проводит всё больше времени с мальчиком, и Адар начинает подозревать, что между ними возникла гомосексуальная связь. Она рассказывает о своих подозрениях Альме, и та в ужасе выгоняет из дома обоих. Разочаровавшись в детских мечтах, Адар вплотную занимается учёбой.

## В ролях
| Актёр                 | Роль                    |
| --------------------- | ----------------------- |
| Шира Хаас             | Адар                    |
| Керен Мор             | Альма                   |
| Ори Пфеффер           | Михаэль                 |
| Адар Зохар-Ханец      | Алан                    |
| Шимон Мимран          | биологический отец Адар |
| Ариэль Вейцман        | мальчик с улицы         |
| Амитай Яиш-Бен Узилио | учитель Адар            |

## Съёмочная группа
- Режиссёр и сценарист — Тали Шалом-Эзер
- Продюсеры — Эльад Гавиш, Моше и Леон Эдри
- Оператор — Радослав (Радек) Ладчук
- Композитор — Ишай Адар

## Оценки
На сайте Rotten Tomatoes «Принцесса» имеет среднюю оценку 82/100 на основе 11 профессиональных рецензий. Рассматривая картину, кинокритики отмечают двусмысленность происходящего: режиссёр намеренно строит сюжет так, что зрителю остаётся догадываться, развиваются ли события в реальности или в преломлённом восприятии и фантазиях 12-летней главной героини. В особенности это касается фигуры Алана, который может быть просто проявлением скрытых, более рискованных и разрушительных сторон личности самой Адар (сходство между ними подчёркивает покупка одинаковых футболок, после чего двух персонажей становится ещё легче перепутать). Сомнения вызывают также сцены, когда ребёнок приходит спать в постель к матери, когда та занимается сексом и ни у кого этот приход не вызывает возражений. Отмечается также факт, что Михаэль часто обращается к Адар как к «принцу» (используя существительное мужского, а не женского рода). Не только Алан, но и Михаэль, возможно, фигура нереальная: в сцене, когда Адар встречает своего биологического отца, тот выглядит чрезвычайно заурядно и никаких сексуальных ассоциаций не вызывает.
Критики обращают особое внимание на сексуальный аспект сюжета. С самого начала фильма Альма и Михаэль не скрывают взаимного влечения как дома, так и на людях, ходят в нижнем белье и занимаются шумным сексом, не заботясь о том, слышит ли их ребёнок. Отношения Михаэля и Адар в целом колеблются на грани обычных активных игр взрослого с маленьким ребёнком и сексуальных приставаний (главную героиню играет 16-летняя актриса Шира Хаас, и хотя ей удаётся хорошо передать наивность и непосредственность ребёнка, её тело уже имеет все признаки полового созревания). Расслабленно-сексуальная атмосфера начала фильма обманчива, и постепенно становится всё яснее проблематичность отношений взрослого мужчины и девочки, а с появлением Алана — и её то ли друга, то ли альтер-эго (в последнем случае он носит функцию подменяющего жертвоприношения). Сама жёсткая сцена происходит ближе к концу ленты, когда Михаэль откровенно насилует Адар.
В отзывах положительно оценивается музыка композитора Ишая Адара, звучащая почти во всех сценах и, по выражению Меира Шницера («Маарив»), придающая им плотность и глубину, как контрабас в джаз-банде. Также положительных отзывов удостоилась операторская работа Радека Ладчука, создающая, по определению критика Hollywood Reporter, пугающие и двусмысленные образы. В то же время режиссура Тали Шалом-Эзер вызвала у журналистов менее одобрительную реакцию: в «Гаарец» её упрекают в неполном использовании фигуры Алана, а в «Маариве» — в недостаточной объёмности образов взрослых персонажей, которым режиссёр не оставила морального выбора. В Hollywood Reporter ставится под сомнение необходимость и уместность сцены изнасилования ребёнка.

## Награды и номинации
- Иерусалимский международный кинофестиваль — приз Хаджаджа за лучший фильм (2014)
- Иерусалимский международный кинофестиваль — приз за лучшую музыку к художественному фильму (2014)
- Иерусалимский международный кинофестиваль — приз за лучшую операторскую работу в художественном фильме (2014)
- Иерусалимский международный кинофестиваль — приз за лучшую женскую роль (2014)
- «Офир» — номинация на премию за лучшую женскую роль (2014)
- «Офир» — номинация на премию за лучшую музыку (2014)
- «Офир» — номинация на премию за лучший кастинг (2014)
- Кинофестиваль «Молодость» (Украина) — Гран-при (2015)
- Фестиваль Peace & Love[швед.] (Швеция) — приз лучшей актрисе (2015)
- Международный кинофестиваль в Карловых Варах — номинация на приз «Независимая камера» (2015)
- Международный кинофестиваль в Гамбурге[нем.] — номинация на приз «Молодой талант» (2015)